# Bombom (São Tomé e Príncipe)
Bombom é uma aldeia da Ilha de São Tomé de São Tomé e Príncipe.

## Clube do esporte
- Inter Bom-Bom, uma clube de futebol participado na segunda divisão regional na temporada de 2015